# Aeroport de Londres-Gatwick
L'Aeroport de Londres-Gatwick (codi IATA: LGW, codi OACI: EGKK) (en anglès: London Gatwick Airport) és el segon aeroport més gran que dona servei a Londres. Està localitzat a 5 km al nord del centre de la ciutat de Crawley, dins el comtat de West Sussex i a 45,7 km al sud de Central London. Va ser operat per BAA Limited des de l'1 d'abril de 1966 fins al 2 de desembre de 2009, des de llavors, l'aeroport és propietat de Global Infraestructure Partners, una companyia amb seu als Estats Units la qual també és propietària en major part de l'Aeroport de la Ciutat de Londres. L'aeroport disposa de dues terminals, la Terminal Nord i la Terminal Sud.
L'Aeroport de Londres-Gatwick va gestionar més de 31 milions de passatgers durant l'any 2010, convertint-se en el segon aeroport més transitat del Regne Unit (després de Heathrow) i el novè més transitat d'Europa. Pel que fa al tràfic de passatgers internacionals, ocupa el dotzè lloc en el rànquing mundial. L'aeroport serveix com a centre de connexions secundari d'Aer Lingus, British Airways, easyJet i Virgin Atlantic.

## Història
L'aeroport començà sent un petit club d'aerodinàmica el 1930 anomenat Surrey Aero Club. El 1934 se li va entregar la seva primera llicència de vol per a vols comercials. Hillman's Airways, una aerolínia de l'època, va fusionar-se amb United Airways i Spartan Airways per a formar Allied British Airways Limited. Es va obrir una estació de tren, amb dos trens de la Southern Railway, que feia el trajecte Victoria-Brighton cada hora. El 1936, els passatgers ja podien viatjar a París, Amsterdam, Malmö, Hamburg, Copenhaguen i a l'Illa de Wight des de l'aeroport de Gatwick. El 9 de juny de 1958, la reina va inaugurar l'aeroport de Gatwick ja reformat, com el primer aeroport del món en combinar el transport per aire, per tren i per carretera.
El 1982, el papa Joan Pau II va viatjar a l'aeroport de Gatwick en la seva primera visita papal al Regne Unit. El 1988 es va inaugurar la terminal Nord de l'aeroport amb un cost de 200 milions de lliures. El 1998, British Airways incorporà a la seva flota un Boeing 777 en l'aeroport de Gatwick.

## Aerolínies i destinacions
| Aerolínies                     | Destinacions | Terminal |
| ------------------------------ | --- | -------- |
| Adria Airways                  | Ljubljana | Nord     |
| Aer Lingus                     | Cork, Dublín, Knock, Màlaga, Shannon | Sud      |
| Air Europa                     | Madrid-Barajas | Sud      |
| Air Malta                      | Malta | Sud      |
| Air Moldova                    | Chişinău | Sud      |
| Air Transat                    | Toronto-Pearson de temporada: Montréal-Trudeau, Vancouver | Sud      |
| Air Zimbabwe                   | Harare | Sud      |
| airBaltic                      | Riga, Tallinn | Sud      |
| Aurigny Air Services           | Guernsey | Sud      |
| Belavia                        | Minsk | Sud      |
| British Airways                | Amsterdam, Antalya, Antigua, Barbados, Bermuda, Bolonya, Bordeus, Cancún, Catània, Dubrovnik, Edimburg, Faro, Gènova, Glasgow-International, Grenada, Jersey, Kingston, Màlaga, Malé, Manchester, Marràqueix, Marsella, Maurici, Montego Bay, Nàpols, Orlando, Port of Spain, Pristina, Punta Cana, Roma-Fiumicino, St Kitts, St Lucia, Salzburg, San Juan, Tampa, Tessalònica, Tirana, Tobago, Tunis, Torí, Venècia-Marco Polo, Verona de temporada: Bari, Càller, Colònia/Bonn (comença el 16 de novembre del 2018), Ginebra, Eivissa, Innsbruck, Kos (comença el 15 de maig del 2019), Pafos, Pisa | Nord     |
| Bulgaria Air                   | de temporada: Varna | Sud      |
| China Eastern Airlines         | Xangai-Pudong (comença el 7 de desembre del 2018) | -        |
| Croatia Airlines               | Zagreb de temporada: Split | Sud      |
| Cubana de Aviación             | L'Havana, Holguín | Sud      |
| Delta Air Lines                | Atlanta | Nord     |
| EasyJet                        | Antalya, Agadir, Alacant, Amman, Amsterdam, Madrid-Barajas, Basilea/Mulhouse, Belfast-International, Bodrum, Bolonya, Catània, Dalaman, Düsseldorf, Edimburg, Faro, Funchal, Geneva, Gibraltar, Göteborg-Landvetter, Grenoble, Hurghada, Esmirna, Kos, Lanzarote, Larnaca, Las Palmas de Gran Canaria, Lisboa, Luxor, Menorca, Màlaga, Malta, Marràqueix, Palma, Pados, Xarm el-Xeikh, Sofia, Tenerife-Sud, València, Zacint de temporada: Ajaccio, Bastia, Khanià, Corfú, Iràklio, Míkonos, Nantes, Rodes, Santorí | Nord     |
| EasyJet                        | Aberdeen, Almeria, Atenes, Berlín-Schönefeld, Bordeus, Budapest, Colònia/Bonn, Copenhaguen, Glasgow-International, Hamburg, Innsbruck, Inverness, Istanbul-Sabiha Gökçen, Cracòvia, Lió, Madrid-Barajas, Marsella, Milà-Linate, Milà-Malpensa, Montpeller, Múnic, Murcia, Nàpols, Niça, Palerm, Pisa, Porto, Praga, Roma-Fiumicino, Salzburg, Sevilla, Tessalònica, Tolosa, Venècia-Marco Polo, Verona, Viena, Zagreb, Zuric de temporada: Biarritz, Dubrovnik, Eivissa, La Rochelle, Menorca, Olbia, Split | Sud      |
| EasyJet Switzerland            | Basilea/Mulhouse, Ginebra | Nord     |
| Emirates                       | Dubai | Nord     |
| Flybe                          | Aberdeen, Belfast-City, Guernsey, Inverness, Illa de Man, Jersey, Nantes, Newcastle upon Tyne, Newquay de temporada: Bergerac xàrter: Chambéry | Sud      |
| Freebird Airlines              | de temporada: Dalaman | Sud      |
| Hi Fly                         | Georgetown, Mount Pleasant | Sud      |
| Iceland Express                | Reykjavík-Keflavík | Sud      |
| Montenegro Airlines            | Podgorica | Sud      |
| Norwegian Air Shuttle          | Bergen, Boston, Buenos Aires-Ezeiza, Chicago-O'Hare, Copenhagen, Estocolm-Arlanda, Fort Lauderdale–Hollywood, Hèlsinki, Nova York-JFK, Oakland, Orlando, Oslo-Gardermoen, Stavanger, Tampa, Trondheim de temporada: Austin, Las Vegas, Seattle/Tacoma | Sud      |
| Onur Air                       | de temporada: Antalya, Bodrum, Dalaman | Sud      |
| Pegasus Airlines               | Antalya, Dalaman | Sud      |
| Rossiya                        | St Petersburg | Sud      |
| Royal Air Maroc                | Casablanca, Marràqueix | Nord     |
| Ryanair                        | Alacant, Cork, Dublín, Kaunas, Madrid-Barajas, Oslo-Rygge, Roma-Ciampino, Sevilla, Shannon, Estocolm-Skavsta | Sud      |
| Saga Airlines                  | de temporada: Bodrum, Dalaman | Sud      |
| SATA International             | Ponta Delgada-João Paulo | Sud      |
| Scandinavian Airlines          | Bergen | Sud      |
| Sun Country Airlines           | de temporada: Minneapolis/St. Paul | Sud      |
| Sunwing Airlines               | de temporada: Toronto-Pearson | Sud      |
| TAP Portugal                   | Funchal, Lisboa, Porto | Sud      |
| Thomas Cook Airlines           | Antalya, Bodrum, Cancún, Calgary, Cayo Coco, Dalaman, Enfhida, Fuerteventura, Holguín, Hurghada, Izmir, Lanzarote, Las Palmas de Gran Canaria, Montego Bay, Pafos, Puerto Plata, Punta Cana, Xarm el-Xeikh, Tenerife-Sud, Toronto-Pearson, Vancouver de temporada: Acapulco, Agadir, Almeria, Banjul, Barbados, Brescia, Burgas, Corfú, Djerba, Edmonton, Faro, Ginebra, Goa, Grenoble, Iràklio, Eivissa, Innsbruck, Lleida-Alguaire, Kalamata, Kefalonia, Kos, Larnaca, Lemnos, Luxor, Malta, Menorca, Nàpols, Olbia, Orlando-Sanford, Palma, Preveza, Reus, Rodes, Rovaniemi, Salzburg, Santorí, Skiathos, Sofia, Tessalònica, Torí, Varadero, Zacint | Sud      |
| Thomson Airways                | Agadir, Alacant, Antalya, Aswan, Banjul, Boa Vista, Cancún, Dalaman, Fuerteventura, Funchal, Girona, Iràklio, Holguín, Lanzarote, La Romana, Las Palmas de Gran Canaria, Liberia, Luxor, Màlaga, Malé, Malta, Marràqueix, Marsa Alam, Mersa Matruh, Mombasa, Monastir, Montego Bay, Orlando-Sanford, Palma, Pafos, Puerto Plata, Punta Cana, Sal, Santa Cruz de la Palma, Xarm el-Xeikh, Taba, Tenerife-Sud, Varadero de temporada: l'Alguer, Aruba, Barbados, Bodrum, Burgàs, Catània, Khanià, Colombo, Corfú, Dubrovnik, Faro, Figari, Eivissa, İzmir, Kalamata, Kavala, Kefalonia, Kos, Larnaca, Menorca, Míkonos, Mytilene, Nàpols, Pisa, Plovdiv, Preveza, Pula, Reus, Rodes, Samos, Samaná, Santorí, Skiathos, Sofia, Tessalònica, Tivat, Venècia-Marco Polo, Verona, Zacint | Nord     |
| Tor Air                        | Burgàs, Khanià, Corfú, Dubrovnik, Faro, Iràklio, Kalamata, Kefalonia, Kos, Larnaca, Pafos, Pula, Rodes, Samos, Santorí, Xarm el-Xeikh, Skiathos, Estocolm-Arlanda | Sud      |
| Tunisair                       | Djerba, Enfidha, Monastir | Sud      |
| Ukraine International Airlines | Kiev-Boryspil | Sud      |
| United Airways                 | Dhaka, Sylhet | Sud      |
| Virgin Atlantic Airways        | Antigua, Barbados, Grenada, L'Havana, Kingston, Las Vegas, Montego Bay, Orlando, St Lucia, Tobago de temporada: San Juan | Sud      |
| Vueling                        | Barcelona | Nord     |